# Milorad Čavić
Milorad Čavić (Anaheim, 31 de maio de 1984) é um nadador sérvio com dupla nacionalidade (sérvia e norte-americana).
Estudou na Tustin High School, na Califórnia, batendo o recorde nacional americano do Ensino Médio (high school) dos 50 metros livres. Enquanto nadava para a Universidade da Califórnia, treinando com Mike Bottom, bateu o recorde nas 100 jardas borboleta (45s44). Representando a Sérvia, no Campeonato Europeu de Piscina Curta de 2003 em Dublin, o velocista ganhou a medalha de ouro nos 100 metros borboleta e estabeleceu um novo recorde mundial. Ele também ganhou uma medalha de prata nos 50m livres. Ele defendeu o seu título europeu nos 100 m nos subsequentes campeonatos de piscina curta em Helsinque 2006 (50s63), Debrecen 2007 (50s53) e Rijeka 2008 (49s19, novo recorde europeu). Ele também foi prata no 50 metros borboleta em Rijeka.

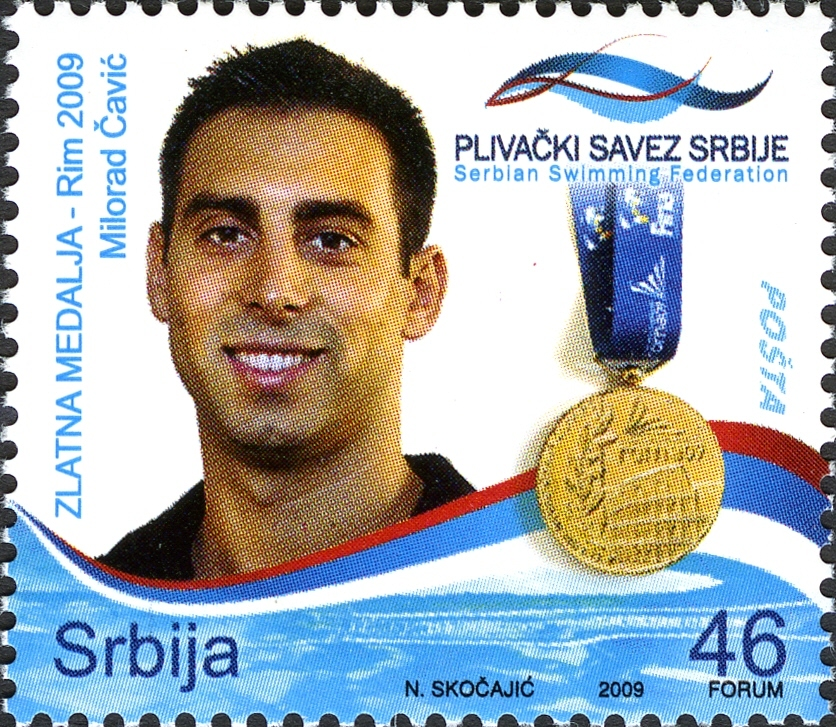
Selo sérvio em homenagem ao atleta. No selo é ilustrada a medalha de outo ganha no Campeonato Mundial de Esportes Aquáticos de 2009

Em 14 de dezembro de 2007 Čavić defendeu o seu campeonato europeu no 100 m borboleta.
Em 2008, venceu o campeonato europeu nos 50 m borboleta, estabelecendo o novo recorde europeu em Eindhoven, Holanda - cassado quando a Federação Europeia de Natação o desqualificou por ter vestido uma camiseta na cerimônia das medalhas onde se lia "Kosovo é Sérvia". Pouco depois, no entanto, a desqualificação foi anulada e seu recorde reintegrado.
Čavić ficou famoso por ter perdido o ouro olímpico dos 100 m borboleta nos Jogos de Pequim em 2008 para Michael Phelps por apenas 0,01 centésimo de segundo, após ter liderado toda a prova e aparentemente tê-la vencido. Porém, no final da prova realizou uma péssima chegada, o que o fez obter a prata.
No Mundial de Roma em 2009, ganhou a medalha de ouro nos 5 0m borboleta com 22s67, batendo o recorde da competição. Ainda, bateu o recorde mundial nos 100 m borboleta, com 50s01, nas eliminatórias, porém na final perdeu novamente para Michael Phelps, após ter provocado o nadador americano, dizendo que lhe compraria um traje melhor (Phelps tinha contrato com uma empresa, o que o impedia de utilizar o traje mais moderno à época).